# Алергија на лек
Алергија на лек или медикаментозна алергија једна је од имунолошких реакција. Ова врста алергијске реакције, која се може јавити на било који лек, настаје само у оним случајевима када је доказано да су имунолошки механизми посредовани антителима из лекова. У противном не ради се о алергији на лек већ о последицама превелике дозе лека, нуспојава које може изазвати лек или интеракција различитих лекова, када се истовремено користе.
Алергијска реакција на лек може бити непосредна (рана) или одложена (касна), што упућује и на вероватни имунолошки механизам, који је посредована ИгЕ антителима или ћелијама. У њој се симптоми јављају неколико минута до неколико сати након узимања лека.

## Општа разматрања
Појам алергије на лекове често се погрешно интерпретира, јер се након употребе лекова могу јавити неке нежељене реакције код сваке особе, а да су последица превелике дозе лека, нуспојаве лека или интеракције различитих лекова, и оне чине прву групу нежељених реакција на лек а не алергијску реакцију.
Другу групу реакција на лекове чине праве реакције преосетљивости или алергија на лек. Оне не зависе од превелике дозе лека, нуспојава лека или интеракције различитих лекова, већ се јављају само у преосетљивих особа као последица нетолеранције на лек, идиосинкразије и имунолошке реакције (алергије) на лек. Из наведеног очигледно произилази да је само одређен (мањи) број реакција која се догоди након узимања неког лека заиста алергијске природ. То потврђују и подаци из литературе у којима се наводи да се реакције преосетљивости (алергија) јављају знатно ређе него реакције прве групе и чине само 6—10% свих нежељених реакција на лекове, док је ризик праве алергијске реакције на неки лек је 1—3%.

## Од чега зависи реакција на лекове?
Алергијска реакција се може јавити на било који лек и на појаву реакција преосетљивости на лекове утиче:
Начин примене лека
Сензибилизација организма неке особе чешће се јавља након примене лека на кожи или слузокожи, а ређе након оралне примене лека. Такође анафилактичка реакција чешће се јавља након примене лека убризгавањем (нпр пеницилин).
Старост и пол болесника
Алергије на лекове ређе су у одојчади и мале деце но у одраслих. Док су кожне алергијске реакције на лекове знатно чешће код жена.
Број узетих врста лекова
Особе алергичне на један лек имају и 15 пута већи ризик алергије на још неки лек.
Трајање лечења и учесталост примене лека
Дуготрајна примена високих доза те честа примена истог лека повећавају опасност од појаве алергије на лек.
Доза и учесталост примењеног лека
Високих доза те честа примена истог лека повећавају опасност од појаве алергије.

## Лекови код којих се најчешће јављају алергијске реакције
Лекови на које се најчешће јављају алергијске реакције су:
- Ацетилсалицилна киселина и њој сродни лекови, који се прописују код болова или повишене температуре (нпр нестероидни антиреуматици - НСАИЛ),
- Антибиотици (пеницилини,[5] цефалоспорини,[6] карбапенам),
- Сулфонамиди,
- Антитуберкулостатици,
- Нитрофурантоин,
- Антиконвулзиви,
- Анестетици
- Вакцине

## Клиничка слика
Кожни симптоми
Кожни симптоми доминирају у клиничкој слици и Убрзо након примене лека могу се јавити у облику уртикарије (копривњаче) и/или као ангиоедем.
Честа је и појава осипа, који може бити ситан морбилиформни (налик оном у оспицама) или макулопапуларни (крупнији, мрљасти, изнад нивоа коже). Осип је обично симетричан, а поједине се промене међусобно стапају, и не јавља се на длановима и табанима. Код деце ове промене се могу заменити са дечјим вирусним осипним болестима (морбили, рубеола).
Код неких пацијената алергија на лек јавља се након излагања сунцу, као последица фотоалергијска манифестација, а код неких болесника се након кожне примене лека јавља контактни облик алергијског дерматитиса.
Општи симптоми
Осим коже, алергија на лек може се манифестовати и симптомима од стране других органских система:
- Дисајног (симптоми ринитиса или астме, кашаљ, плућни инфилтрати с еозинофилија),
- Дигестивног (симптоми упале желуца, танког и дебелог црева, хепатитис),
- Мокраћног (интерстицијска упала бубрега, гломерулонефритис),
- Нервног (епилептички грчеви, упале нерава),
- Хематопоетског (еозинофилија, смањен број тромбоцита, хемолитичка анемија).

Реакције на лекове могу се манифестовати и истовременим симптомима више органских система (серумска болест и хиперсензитивни синдром). Најопасније реакције на лек су анафилактички и анафилактоидна шок.

## Дијагноза
Анамнеза
Током дијагностичког поступка од сваког болесника треба узети анамнезу и тако зазнати податке о тачном имену лека, времену настанка симптома, врсти симптома, поновном узимању истог лека или лекова исте групе, сензибилизацији на друге лекове, породичној склоности и сл.
Детаљни анамнестички подаци понекад су довољни за тачну дијагнозу алергије на лек.
Дијагностички тестови
Тестови чији је број веома мали, често могу дати и непоуздане резултате. За мали број лекова могу се одредити специфична ИгЕ антитела. Понекад се практикују кожни тестови, али они су врло слабо стандардизовани, а потенцијално су и опасни.
Најважнији тестови којима се доказује или искључује алергија на неки лек су провокацијски тестови који се изводе у специјализованим установама, уз пажљив надзор, у строго контролисаним условима, уз пристанак пацијента или родитеља, давањем постепено растућих доза лека, до коначне терапијске дозе. Осим у дијагностици, ова метода, слично као и код астме и ринитиса, може се користити и терапијски, у сврху хипосензибилизације на лек (нпр ацетилсалицилна киселина).

## Терапија
Терапијски поступци зависе од врсте алергијске реакције на лек. Сваки болесник са системском алергијском реакцијом треба бити хоспитализован или евентуално посматран током 12—24 сата.
Прва мера је престанак узимање лека и забрана поновне примене лекова из исте групе.
Ако се алергија манифестовала само кожним осипом и блажом уртикаријом, довољно је узети таблете антихистаминика. Док свака јача алергијска реакција на лек захтева преглед лекара, систематично лечење и посматрање болесника.
Лечења алергија на лекове заснива се на ублажавању симптоме и спречавање озбиљних реакција (које могу бити и смртоносне), и укључује примену:
- Антихистаминика, за ублажавање блажих симптома као што су осип, уртикарија, сврабеж.
- Бронходилататора, као што су албутерол за смањење симптома диспнеје (отежаног дисања, умереног шиштања или кашља)
- Кортикостероида, за локалну употребу (који се наносе на кожу и слузокоже), затим оних за пероралну употребу или у тежим случајевима оних за интравенску употребу.
- Адреналина, који се путем убризгавања користи за лечење анафилактичне реакције.[14]

## Мере превенције
Генерално разматрано не постоји ефикасан начин да се спречи појава алергије на лекове, те је у том смислу најбољи начин превенције избегавање неконтролисане и прекомерне употребе лекова. Такође треба избегавати сличне лекове.
У неким случајевима, фармацеутска кућа може одобрити примену неког лека који изазива алергију ако се пре његове употребе болесник третира лековима који успоравају или блокирају имуни одговор. Ово укључује кортикостероиде (као што је преднизон) и антихистаминике, нпр. предтретман кортикостероидима и антихистаминицима може да се примени за спречавање алергијских реакција пре рендгенског снимање уз употребу контрастног средства, код особа преостељивих на овај лек.